# Presa de Rampart
La presa de Rampart o presa del cañón de Rampart fue un proyecto propuesto en 1954 por el Cuerpo de Ingenieros del Ejército de Estados Unidos para represar el río Yukón en Alaska para obtener energía hidroeléctrica. El proyecto estaba previsto en el cañón de Rampart (también conocido como desfiladero de Rampart), a sólo 31 millas (50 km) al suroeste del pueblo de Rampart, Alaska, a unos 105 millas (169 km) al oeste-noroeste de Fairbanks.
La presa resultante habría creado un lago del tamaño aproximado del lago Erie, convirtiéndolo en el mayor embalse del mundo construido por el hombre. El proyecto de presa preveía una estructura de hormigón de 530 pies (162 m) de altura y una longitud superior de 4700 pies (1430 m) Las instalaciones propuestas generarían entre 3,5 y 5 gigavatios de electricidad, en función del caudal del río entre invierno y verano.
Aunque contaba con el apoyo de muchos políticos y empresas de Alaska, el proyecto se canceló tras las objeciones planteadas. Los nativos de Alaska de la zona protestaron por la amenaza de pérdida de nueve aldeas que quedarían inundadas por la presa. Los grupos conservacionistas temían la amenaza de inundación de Yukon Flats, una extensa zona de humedales que constituye un lugar de cría fundamental para millones de aves acuáticas. Los conservadores fiscales se oponían a la presa por su elevado coste y los escasos beneficios que reportaría a los estadounidenses fuera de Alaska.
Debido a estas objeciones, el Secretario del Interior de los Estados Unidos, Stewart Udall, se opuso formalmente a la construcción de la presa en 1967, y el proyecto fue archivado. No obstante, el Cuerpo de Ingenieros del Ejército de los Estados Unidos terminó su estudio de ingeniería del proyecto en 1971 y el informe final se hizo público en 1979. En 1980, el presidente de los Estados Unidos, Jimmy Carter creó el Santuario Nacional de Fauna Salvaje de Yukon Flats, que protegía formalmente la zona del desarrollo y desautorizaba cualquier proyecto similar.

## Ubicación

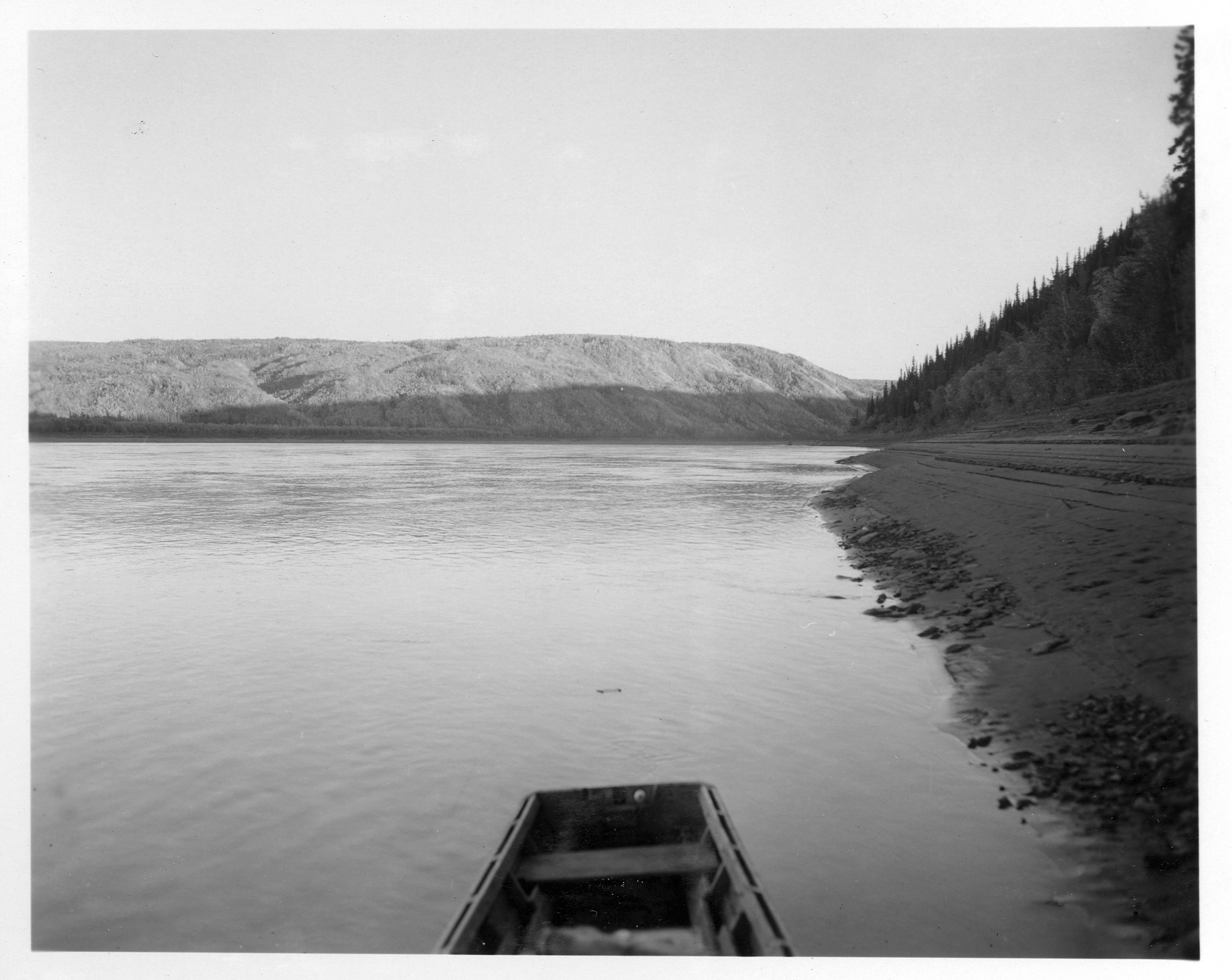
Vista de la parte norte del Cañón Rampart en 1949.

Desde su inicio en las Montañas Costeras, el río Yukón fluye hacia el noroeste, a través de la frontera entre Yukón y Alaska, hasta que cruza con el río Porcupine en el asentamiento de Fort Yukón. A partir de este punto, el río gira hacia el oeste y el suroeste, fluyendo a través de Yukon Flats, una zona pantanosa de baja altitud que contiene miles de estanques, arroyos y otros pequeños cuerpos de agua. A medida que el río fluye hacia el suroeste, se cruza con los ríos Tanana y Koyukuk antes de girar hacia el sur y luego hacia el norte para desembocar en Norton Sound, en el mar de Bering.
En su recorrido por el este de Alaska, y antes de cruzarse con el Tanana, el Yukón atraviesa la región de la meseta central de Alaska. Durante los millones de años de su curso, ha atravesado crestas, formando cañones en algunos lugares cercanos a su confluencia con el Tanana. Uno de los cañones más profundos es conocido como desfiladero de Rampart, o cañón de Rampart. Este desfiladero se encuentra a 31 millas (50 km) río abajo del pueblo de Rampart, a 36 millas (58 km) río arriba del pueblo de Tanana, e inmediatamente río abajo de la desembocadura del Texas Creek. Su nombre se debe a Ramparts del Yukón, como los primeros mineros del oro llamaban a las formaciones rocosas que crearon el desfiladero.
En el lugar propuesto para la presa, el río tiene una anchura de 1300 pies (396 m) y una altitud de 183 pies (56 m) sobre el nivel del mar. En la orilla sur, el terreno se eleva bruscamente hasta una cresta de 1500 pies (457 m) de altura. Al norte del río, la orilla se eleva hasta los 1200 pies (366 m) antes de ascender gradualmente hacia el noroeste hasta las montañas Ray. Bajo la superficie del suelo hay zonas de permafrost y la zona es sísmicamente activa. Un terremoto de 6,8 grados en la escala de Richter sucedió la región en 1968 y otro de 5 grados en 2003. Geológicamente, predominan las rocas ígneas y en algunos lugares puede verse cuarzo.
Hidrológicamente, la parte del río situada aguas arriba de la presa propuesta drena unas 200 000 millas cuadradas (518 000 km²). Por término medio, el Yukón fluye a una velocidad de 118.000 pies cúbicos por segundo (3.341 m³/s) a través del cañón; el caudal más rápido se produce a finales de mayo y principios de junio, y el más lento, una vez que el río se ha congelado. Esto ocurre a principios de noviembre y dura hasta mediados de abril.

## Topografía

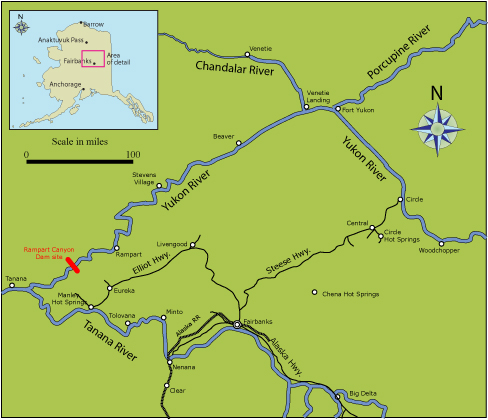

En 1944, el Cuerpo de Ingenieros del Ejército de los Estados unidos consideró la posibilidad de construir un puente sobre el desfiladero de Rampart como parte de un proyecto para ampliar el ferrocarril de Alaska desde Fairbanks a Nome con el fin de facilitar los envíos de préstamo-arriendo a la Unión Soviética durante la Segunda Guerra Mundial. La guerra terminó antes de que el proyecto superara la fase de planificación, y la idea del puente fue desechada.
Ya en 1948, funcionarios del Gobierno de Estados Unidos se fijaron en el emplazamiento de Rampart por su potencial hidroeléctrico. Un informe de Joseph Morgan, jefe de la Oficina de Investigaciones de Alaska para la Oficina de Recuperación de los Estados Unidos declaraba: «La demanda de suministro de energía eléctrica en el Territorio [de Alaska] está creciendo tan rápidamente que se necesitan nuevas instalaciones de centrales hidroeléctricas». El informe de Morgan enumeraba 72 posibles emplazamientos de energía hidroeléctrica en Alaska, pero el emplazamiento de Rampart era uno de los pocos que tenía una capacidad potencial de más de 200.000 kilovatios.

En su informe, Morgan aborda el potencial del emplazamiento:
La topografía de reconocimiento indica varios emplazamientos potenciales para la presa en Lower Ramparts, pero el mejor emplazamiento probablemente se encuentre a unas 31 millas (50 km) aguas abajo del pueblo de Rampart. ... este emplazamiento en el río Yukón sería fácilmente uno de los mayores desarrollos potenciales de energía hidroeléctrica en Norteamérica.

## Planificación

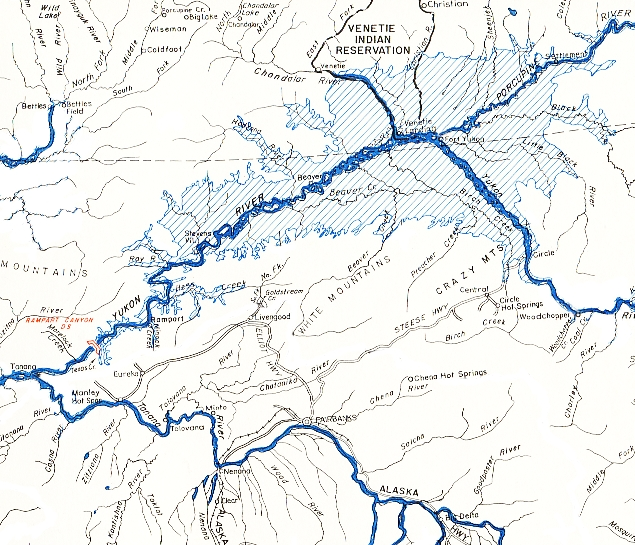
Dibujo del embalse propuesto para la presa de Rampart, creado en 1961.

En 1954, el Cuerpo de Ingenieros del Ejército de los Estados Unidos realizó una evaluación de los recursos de la cuenca de los ríos Yukón y Kuskokwim, en la que se consideraba que el cañón de Rampart era el lugar idóneo para construir una presa hidroeléctrica. En abril de 1959, cuatro meses después de que el presidente Dwight D. Eisenhower firmara la declaración de Alaska como Estado, el senador de los Estados Unidos por Alaska Ernest D. Eisenhower firmó la declaración de Alaska como estado. En abril de 1959, cuatro meses después de que el presidente D. D. Eisenhower firmara la declaración de Alaska como estado, el senador por Alaska Ernest Gruening aprobó una resolución en la que pedía al Cuerpo de Ingenieros que iniciara un estudio oficial del proyecto, y el gobierno federal asignó 49.000 dólares para ese fin. Según los cálculos preliminares, el proyecto costaría 900 millones de dólares (1959) y generaría 4,7 millones de kilovatios de electricidad. En aquella época, el mayor proyecto hidroeléctrico de Alaska era la presa de Eklutna, que sólo producía 32.000 kilovatios.
El proyecto competía con el Proyecto Hidroeléctrico Susitna, de menor escala, propuesto por la Oficina Federal de Recuperación para el centro-sur de Alaska, pero gracias al apoyo de Gruening y de otros promotores, el proyecto Rampart tuvo prioridad. La Ley de Ríos y Puertos de 1960 aprobada por el Congreso de Estados Unidos ese año incluía una partida de 2 millones de dólares para realizar un estudio completo de viabilidad del proyecto durante cuatro años, que incluyera su viabilidad económica y el impacto que tendría sobre la fauna y la flora. En marzo de 1961, un equipo de ingenieros del distrito de Alaska del Cuerpo de Ingenieros comenzó las operaciones de perforación en el lugar para determinar la profundidad del lecho rocoso y recopilar otros datos. Para examinar la viabilidad económica de la presa, el Cuerpo de Ingenieros creó la Junta de Asesoramiento Económico de Rampart en febrero de 1961. La Junta contrató a la Development and Resources Corporation de David E. Lilienthal en abril para completar el estudio, y un equipo de ingenieros del Cuerpo y miembros de la Junta llegaron al estado en junio para estudiar el proyecto de Rampart de primera mano. En aquel momento, el senador Gruening estimó que el proyecto costaría unos 1.200 millones de dólares.
Mientras continuaban los trabajos de investigación y planificación, el Cuerpo de Ingenieros llegó a un acuerdo con el Departamento del Interior, la agencia matriz de la Oficina de Recuperación, en marzo de 1962. El acuerdo estipulaba que el Cuerpo de Ingenieros se encargaría del diseño y la construcción del proyecto, mientras que el Departamento de Interior se encargaría de la explotación y el mantenimiento de la presa una vez terminada. En las fases de planificación, el Departamento de Interior también se encargaría de examinar la viabilidad económica del proyecto y su efecto sobre los recursos naturales. Este acuerdo anuló gran parte de la labor realizada por la Junta hasta entonces, ya que el Departamento de Interior inició rápidamente su propio estudio de tres años sobre la viabilidad económica y el impacto ambiental de la presa. El informe de la Junta, aunque se vio superado por la nueva precedencia del Departamento de Interior en estos asuntos, publicó un informe en abril de 1962 en el que afirmaba que el proyecto era económicamente viable y atraería nuevas industrias a Alaska. Mientras tanto, el Cuerpo de Ingenieros continuó con los estudios de ingeniería.
El informe provisional del Cuerpo de Ingenieros se publicó en diciembre de 1963 e indicaba que la construcción de la presa era viable desde el punto de vista de la ingeniería. El presidente John F. Kennedy apoyó el proyecto y presionó para que se asignaran 197.000 dólares (dólares de 1963) para continuar estudiando el proyecto. El dinero necesario se incluyó en una ley de asignaciones de la Cámara de Representantes, y los estudios continuaron. El informe inicial incluía algunas cifras sobre el tamaño del proyecto. La presa sería una estructura de hormigón de 530 pies (162 m) de altura y 4700 pies (1433 m) de longitud. Esto elevaría la altura del río Yukón de 215 pies (66 m) sobre el nivel del mar a 656 pies (200 m) aproximadamente. El embalse resultante tendría 400 millas (644 km) de largo, 80 millas (129 km) de ancho y una superficie superior a la del lago Erie. Las instalaciones del proyecto producirían un máximo de 5 gigavatios de electricidad. En total, se preveía que el embalse cubriría una superficie de 10 700 millas cuadradas (27 700 km²) y tendría una capacidad de 1.600 km³.
En abril de 1964, el Servicio de Pesca y Vida Silvestre de los Estados Unidos (FWS) publicó su informe sobre el proyecto. Aunque sólo formaba parte de un estudio más amplio del Departamento de Interior, el informe del FWS se oponía rotundamente a la presa por considerar que destruiría irrevocablemente Yukon Flats, una zona crítica de cría de aves acuáticas. En enero de 1965, la Oficina de Administración de Tierras reservó casi 9 000 000 acres (3 600 000 ha) de terreno para la construcción de la presa y el embalse. Se trataba de un proceso típico que ya se había llevado a cabo varias veces para otros proyectos de presas, pero la cantidad de terreno que había que reservar generó varios meses de audiencias antes de la decisión.
En junio de 1964, el Consejo de Recursos Naturales pidió a Stephen H. Spurr, decano de la Escuela de Postgrado de la Universidad de Míchigan y autoridad en silvicultura y ecología forestal, que formara un grupo para evaluar la presa de Rampart propuesta. El informe de Spurr determinó que las hipótesis presentadas para justificar el proyecto eran excesivamente optimistas en cuanto al crecimiento demográfico previsto a largo plazo en Alaska, su consumo per cápita de electricidad y el ritmo previsto de entrada en Alaska de industrias de electroprocesado como la del aluminio (con importantes necesidades energéticas). Además, la presa propuesta habría reducido enormemente la captura de cinco especies de salmón del Pacífico, especialmente el salmón chinook, el chum y el coho. También habría eliminado un gran número de aves acuáticas migratorias, entre ellas unos 1,5 millones de patos y 12.500 gansos que emigraban anualmente desde las llanuras del Yukón. También se habría producido un fuerte descenso de los grandes mamíferos -alces, osos negros y pardos y caribús- y de los mamíferos más pequeños: ratas almizcleras, visones, castores y nutrias de río en hábitats acuáticos, y martas, glotones, comadrejas, linces, liebres de raqueta, zorros rojos y ardillas rojas en hábitats terrestres o de tierras altas. El informe de Spurr señalaba: «[Es] un tópico de la ecología de la fauna salvaje que el desplazamiento de una población de la zona donde vive normalmente equivale a eliminarla por completo. Los hábitats colindantes suelen albergar toda la fauna que soportan los recursos locales. En resumen, la pérdida de hábitat es sinónimo de pérdida de la población animal que sustenta el hábitat inundado".
En marzo de 1966, el equipo de Spurr emitió su informe final, en el que concluía que la presa no era una inversión rentable.
En enero de 1965, el Departamento de Interior completó su estudio de tres volúmenes y 1.000 páginas sobre la viabilidad y el impacto del proyecto de Rampart. Se incluyó el estudio de Pesca y Vida Silvestre publicado en 1964, así como estudios sobre el impacto en la población nativa de Alaska de la región. El Secretario del Interior de Estados Unidos, Stewart Udall, creó entonces un grupo de trabajo para revisar los resultados antes de tomar una decisión definitiva. A lo largo de 1965 y 1966, opositores y defensores del proyecto financiaron sus propios estudios, destinados a apoyar o rechazar los argumentos a favor de la presa.
En junio de 1967, el Departamento de Interior hizo su recomendación final y sugirió que no se construyera la presa. El Secretario Udall se refirió a las pérdidas de peces y vida salvaje que se producirían, a la disponibilidad de alternativas menos costosas y al hecho de que no se obtendrían beneficios recreativos.

## Diseño final

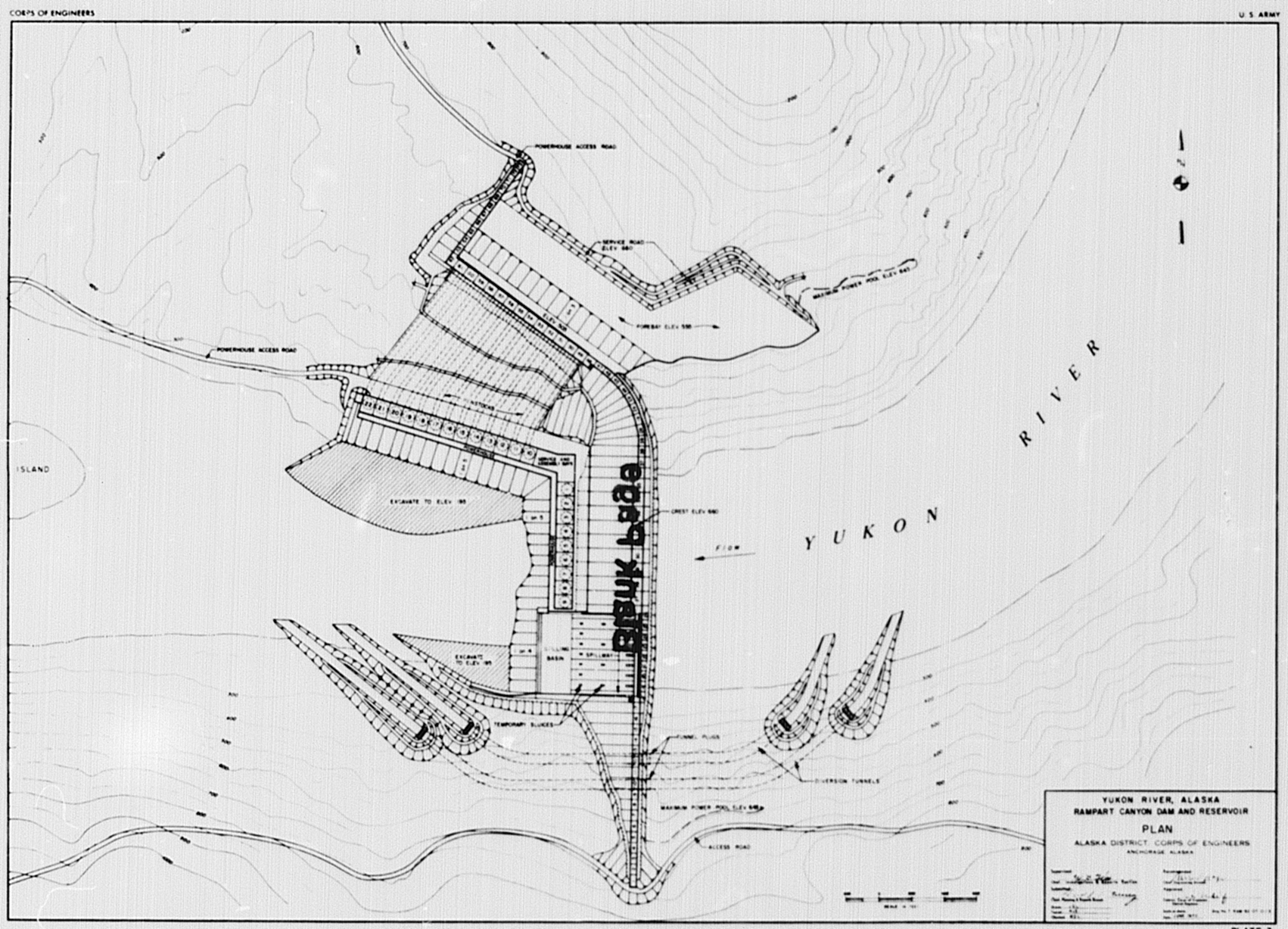
Un dibujo arquitectónico del plan final de la presa de Rampart, creado por el Cuerpo de Ingenieros del Ejército de EE.UU.

A pesar de que el Departamento de Interior rechazó el proyecto general de la presa de Rampart, el Cuerpo de Ingenieros del Ejército de los Estados Unidos continuó con su estudio de viabilidad de ingeniería sobre el proyecto. Dicho plan se completó el 25 de junio de 1971 e incluía la mayor parte de los documentos federales anteriores relativos al proyecto, incluidos los estudios sobre el mercado de la electricidad publicados por el Departamento de Interior en 1965, el estudio Fish and Wildlife de 1964 y otros estudios sobre la viabilidad económica del proyecto. Se incluía una descripción detallada de los posibles métodos de construcción y del plan general del proyecto, así como informes sobre la geografía y la hidrología del emplazamiento. En total, el informe abarcaba dos volúmenes que incluían más de 480 páginas. Dado que la temporada de construcción en el emplazamiento es de sólo cinco meses, el Cuerpo de Ingenieros preveía que se necesitarían varias décadas para construir la presa y las estructuras asociadas.

### Preparación
Debido a la falta de una ruta de transporte terrestre hasta el lugar de la presa, la primera fase de la construcción habría supuesto la construcción de una carretera provisional desde Eureka, a unos 30 millas (48 km) de distancia, hasta el lugar de la presa. También se estudió la posibilidad de ampliar el ferrocarril de Alaska desde Fairbanks hasta el lugar de la presa. Se habrían necesitado unos cuatro años para la planificación previa a la construcción, incluidos los estudios detallados de construcción y la finalización del diseño de la presa, la central eléctrica y otras estructuras. Los ingenieros calcularon que, tras los cuatro años de planificación final y medición, se necesitarían tres años para excavar los túneles de desvío del río y construir los coferdanes necesarias para despejar el cauce del río Yukón. También se construirían viviendas y oficinas para los trabajadores en la orilla sur del emplazamiento, y el coste de estas obras se incluyó en las propuestas de coste global del proyecto.

### Construcción
Los trabajos de desmonte y cimentación se iniciarían tras la finalización de las obras de desviación, en el séptimo año del proyecto. La primera colada de hormigón estaba prevista para el octavo año del proyecto, y las obras de la casa de máquinas habrían comenzado en el undécimo año. Debido al gran tamaño del embalse, los ingenieros estimaron que los túneles de desvío se cerrarían en el decimotercer año, lo que permitiría que la construcción se realizara al mismo ritmo que el llenado del nuevo lago. El embalse alcanzaría una cota de 550 pies (168 m) en el año 21, la presa se completaría hasta una cota de 660 pies (201 m) en el año 25 y el embalse se llenaría hasta su cota máxima de 640 pies (195 m) en el año 31 tras el inicio del proyecto. La instalación de los generadores de energía se planificó según las necesidades, estando prevista la instalación de la última unidad en el año 45 del proyecto.
En total, la presa consistiría en una estructura de gravedad de hormigón con una altura estructural de 510 pies (155 m) y una altura hidráulica de 430 pies (131 m). A una altura de 660 pies (201 m), la presa se habría extendido a lo largo de 4700 pies (1433 m) de norte a sur. En la orilla sur habría habido un vertedero de gravedad de hormigón con una cresta a 600 pies (183 m) de altura y un caudal máximo de 17.100 m³/s (603.000 pies cúbicos por segundo) a la altura máxima de la balsa. Las instalaciones eléctricas habrían constado de veintidós unidades de 266.000 kilovatios y dos unidades de servicio de 10.000 kilovatios.
Materialmente, para construir la presa se habrían necesitado 15 000 000 yardas cúbicas (11 470 000 m³) de hormigón, 2 900 000 yardas cúbicas (2 220 000 m³) de escollera y otros 1 700 000 yardas cúbicas (1 300 000 m³) de otros tipos de relleno. Los ingenieros sugirieron que parte del material podría encontrarse en el emplazamiento, pero que el resto habría que traerlo de fuera.

### Embalse
Con la cota prevista de 645 pies (197 m), el embalse tendría una capacidad total de 1,445,000,000 pies/acres (1.410 km³). La longitud total del embalse habría sido de 270 millas (435 km) y la anchura máxima de 80 millas (129 km). El lago resultante tendría unas 3.600 millas (5.800 km) de costa y una superficie total de unas 9844 millas cuadradas (25 496 km²). Dado que el Yukón también es una ruta de transporte, se planearon instalaciones de transbordo por debajo y por encima del emplazamiento de la presa, que estarían conectadas por carretera y ferrocarril. Debido al gran tamaño de la presa y a la necesidad de que el río Yukón fluyera aguas abajo para la navegación fluvial y la pesca, los ingenieros preveían que el llenado de la presa tardaría no menos de 16 años.

### Costes previstos
El gran tamaño de la presa de Rampart conllevaba un precio elevado. El Cuerpo de Ingenieros preveía gastar 618,4 millones de dólares (en dólares de 1970) sólo en la construcción de la presa física, otros 492 millones para el equipo de generación de energía y 1.390 millones de dólares en total. Ese total incluía 15,59 millones para reubicar a los habitantes de Alaska de la zona que se inundaría, 56 millones para instalaciones de pesca y vida salvaje para mitigar las pérdidas previstas y 39,7 millones para carreteras y puentes de acceso a la zona. Tras la finalización de la presa, el Cuerpo de Ingenieros estimó que el funcionamiento y mantenimiento del proyecto costaría 6,5 millones de dólares anuales, incluidos 570.000 dólares para la sustitución de equipos eléctricos y 2 millones para el mantenimiento de las instalaciones de pesca y vida salvaje.

## Efectos meteorológicos
Desde las primeras fases de planificación, defensores y detractores especularon con la posibilidad de que el gran tamaño del embalse creado por la presa afectara al clima del interior de Alaska y del Yukón. Se realizaron varios estudios sobre estos posibles cambios y la mayoría de los informes planteaban la hipótesis de un efecto similar al que se produce en torno al Gran Lago del Esclavo y al lago Baikal, ambos de tamaño y latitud similares a los del embalse propuesto. Los pronósticos preveían que el lago mantendría el calor durante más tiempo en otoño, con lo que las temperaturas de la zona se mantendrían ligeramente por encima de lo normal. En primavera, sin embargo, la zona circundante al lago habría sido propensa a un aumento de las precipitaciones debido al fenómeno de la nieve de efecto lacustre. En verano, los largos periodos de luz diurna habrían provocado que la tierra alrededor del lago se calentara más que el propio lago, creando también la posibilidad de tormentas.

## Partidarios
El proyecto de presa recibió apoyo de diversas fuentes, pero los partidarios tendieron a utilizar tres argumentos principales a favor de su construcción: la electricidad generada por el proyecto sería barata y abundante, las industrias se verían atraídas a Alaska por la electricidad barata, y la construcción de la presa tendría un impacto mínimo sobre el medio ambiente y las poblaciones humanas.
Durante la campaña que precedió a las elecciones presidenciales de 1960, ambos candidatos (Nixon y Kennedy) hicieron una escala en Alaska. Ambos apoyaron el proyecto de la presa de Rampart, y Kennedy dijo: «Veo la mayor presa del mundo libre en el cañón de Rampart, produciendo el doble de energía que la Autoridad del Valle del Tennessee para iluminar hogares, molinos, ciudades y granjas de toda Alaska». Nixon, que llegó tres meses después que Kennedy, dijo: «En lo que respecta a la presa del Cañón de Rampart, sin duda pueden esperar progresos, más progresos, creo, en nuestra administración que en la suya».
Los líderes del Cuerpo de Ingenieros del Ejército de Estados Unidos apoyaron firmemente el proyecto en sus fases iniciales. En 1960, Harold Moats, del distrito de Alaska del Cuerpo de Ingenieros, declaró: «El cañón de Rampart, el grande, es el recurso más valioso de Alaska y, a medida que se desarrolle, Alaska ocupará el lugar que le corresponde en la familia de estados que contribuyen ricamente a la economía de la nación y al bienestar de todo el mundo libre».
A principios de septiembre de 1963, un grupo de empresarios, gobernantes y representantes de la industria de Alaska se reunieron en el McKinley Park Lodge para organizar una campaña de presión a favor de la presa. La organización resultante se llamó Yukon Corporation for Power for America, más tarde abreviada como Yukon Power for America, Inc. La organización comenzó con un presupuesto de 100.000 dólares, que utilizó para producir «The Rampart Story», un folleto en color distribuido en Alaska y Washington D. C. para promover el proyecto de la presa.
El senador de Alaska Ernest Gruening fue un firme defensor del proyecto desde su inicio hasta su cancelación, y lo convirtió en una de sus principales prioridades políticas personales. Gruening lideró una coalición de legisladores de Alaska que incluía a la mayor parte de la Asamblea Legislativa de Alaska. En las elecciones estatales de Alaska de 1962, todos los candidatos elegidos para la legislatura estatal eran partidarios del proyecto. En los años siguientes, la legislatura de Alaska votó varias veces a favor de asignar fondos estatales al proyecto. Los políticos municipales también participaron en el proyecto, ya que la ciudad de Anchorage y la Junta de Servicios Públicos de Fairbanks votaron cada una a favor de aportar 10.000 dólares a una organización a favor del proyecto Rampart. Entre los miembros del grupo se encontraba Ted Stevens, que fue nombrado en 1968 uno de los representantes de Alaska en el Senado de Estados Unidos

### Electricidad
Según lo previsto, la presa habría producido unos 34 teravatios hora anuales, casi 50 veces el consumo total de energía de todo el estado de Alaska en 1960 (700 gigavatios hora). Gruening, en particular, creía que la presa tendría un efecto similar al de la Autoridad del Valle del Tennessee en los años 30, con electricidad barata que proporcionaría la base económica de la región. Los defensores de la presa también sugirieron que la electricidad podría transmitirse al resto de Estados Unidos, bajando los precios de los servicios públicos en esos estados al aumentar la cantidad de energía disponible. Anthony Netboy, biólogo salmonero empleado por Yukon Power for America, afirmó que un día «un ama de casa de Phoenix o Los Ángeles freirá sus huevos en el desayuno con electricidad generada en el lejano Yukón».

### Industrias
Los partidarios del proyecto sugirieron que la electricidad barata que proporcionaría la presa sería un gran aliciente para que las industrias que consumen mucha electricidad, como la fundición de aluminio, se trasladaran a Alaska. Les animaba un estudio de viabilidad económica realizado en 1962 por la Development and Resources Corporation, según el cual la electricidad generada atraería a la región industrias de aluminio, magnesio y titanio y ayudaría a procesar minerales de producción local. El informe también afirmaba que la presa atraería, al menos temporalmente, una fábrica de pasta de madera para procesar los cientos de millones de pies tablares de madera que, de otro modo, se perderían al inundarse el embalse de la presa. Los autores del informe de la DRC fueron lo bastante concretos como para predecir que la construcción de la presa crearía 19.746 puestos de trabajo, sin incluir los empleos abiertos durante el proceso de construcción. Tanto el estudio de 1962 como otro informe elaborado por el investigador de la Universidad de Míchigan Michael Brewer en 1966 afirmaban que sólo el proceso de construcción crearía decenas de miles de puestos de trabajo, incluso si la electricidad barata generada por la presa no lograba atraer ninguna industria adicional a Alaska.

### Impacto
En la época en que se planteó la construcción de la presa de Rampart, Alaska en su conjunto, y la Alaska interior en particular, estaba escasamente poblada. Según el censo de 1960, Alaska sólo contaba con 226.127 habitantes, lo que lo convertía en el estado menos poblado de Estados Unidos En el interior de Alaska vivían unas 28.000 personas, y los promotores de la presa sugerían que los beneficios de la presa compensarían con creces los costes para los pocos habitantes que se verían desplazados. Un miembro anónimo del personal de Gruening dijo en una ocasión que la zona que iba a inundar la presa no tenía ningún valor y que contenía «no más de diez retretes con cisterna». En una carta de 1963, en respuesta a un artículo de Sports Illustrated sobre la presa, Gruening escribió:
En cuanto a los 2.000 indios Athabascan, no podrían estar mejor que ahora. El Yukón inunda sus aldeas de forma intermitente. Sus viviendas son miserables y sus medios de vida, una mera subsistencia complementada con socorro. La construcción de la presa de Rampart les proporcionará un amplio empleo remunerado, y en sus nuevos emplazamientos, elegidos por ellos mismos en las orillas del lago, dispondrán de mejores viviendas, mejores instalaciones comunitarias y unos ingresos permanentes procedentes de actividades, ahora inexistentes, generadas por el lago.
En la misma carta, Gruening también promovía la posibilidad de que la presa creara una próspera industria turística en el interior de Alaska, hipótesis que también plantearon otros partidarios de la presa. Gruening afirmó que el proyecto sería similar al del lago Powell, en el sentido de que crearía una serie de actividades recreativas, como esquí acuático y pícnic.

## Oposición
La oposición al proyecto se basó en tres objeciones distintas a su construcción: ecológicas, comunitarias y financieras. Los grupos conservacionistas se opusieron a la construcción de la presa porque inundaría Yukon Flats, una gran zona húmeda que sirve de lugar de cría a millones de aves acuáticas y de hábitat a animales de caza y de peletería. Los grupos de nativos de Alaska se opusieron al coste humano del proyecto -la necesidad de reubicar a más de 1.500 personas y nueve aldeas- y los grupos de nativos de fuera de la zona del embalse se opusieron a la posible devastación de la población de salmón del río Yukón. La tercera objeción a la construcción de la presa se debió a su elevado coste y a la creencia de que la electricidad barata no bastaría para atraer la industria a Alaska.

### Objeciones ecológicas
A finales de 1960, la Alaska Conservation Society fue el primer gran grupo conservacionista que se opuso a la construcción de la presa. La organización creía que la inundación de Yukon Flats causaría daños críticos a las aves acuáticas de Alaska y promovía el Proyecto Hidroeléctrico Susitna como alternativa para abastecer las necesidades eléctricas de Alaska. A principios de 1961, una resolución del Consejo de Deportistas de Alaska criticó al Cuerpo de Ingenieros por reducir la financiación de los estudios sobre el impacto del proyecto en las poblaciones de peces y caza. En abril de ese año, la revista Alaska Sportsman se posicionó formalmente en contra del proyecto.
La Comisión de Caza y Pesca de California fue uno de los primeros grupos conservacionistas ajenos a Alaska que se opusieron a la construcción de la presa, afirmando en 1963 que inundaría los Yukon Flats, una zona de humedales que se encuentra entre las mayores zonas de cría de aves acuáticas de Norteamérica. Tras esa objeción, otros grupos empezaron a organizarse durante la Conferencia sobre Fauna y Recursos Naturales de Norteamérica de 1963. Quince grupos conservacionistas reunieron un total de 25.000 dólares en la reunión. para iniciar un estudio científico independiente del proyecto y comenzar una campaña de oposición.
En la primavera de 1964, el U.S. Fish and Wildlife Service publicó un informe sobre el impacto de la construcción de la presa en Flats. El informe se oponía rotundamente a la construcción de la presa, diciendo en parte: «En ningún otro lugar de la historia del aprovechamiento de los recursos hídricos en Norteamérica se han registrado pérdidas tan abrumadoras de peces y fauna salvaje como consecuencia de un solo proyecto». El informe también señalaba la amenaza que supondría la presa para la gran población de salmones del río Yukón, que nadan río arriba cada año para desovar. Arthur Laing, Ministro de Asuntos del Norte de Canadá, también expresó su alarma por las posibles pérdidas de aves acuáticas y la amenaza que suponía la presa para la parte canadiense de la población de salmones del río Yukón.
Un artículo publicado en mayo de 1965 en la revista The Atlantic por el escritor Paul Brooks ilustraba las crecientes protestas de los conservacionistas preocupados por el proyecto. Tras recorrer el río Yukón, Brooks planteó la hipótesis de que la construcción de la presa sería catastrófica desde el punto de vista ecológico y humano, costaría una cantidad exorbitante de dinero y las pretensiones de atraer industria y turismo a Alaska eran muy exageradas. En términos reales, calculó que la construcción de la presa eliminaría el hábitat de 1,5 millones de patos, 12.500 gansos, 10.000 grullas, 270.000 salmones, 12.000 alces y el siete por ciento de los animales de piel de Alaska. Artículos similares aparecieron en revistas como Field and Stream, que calificó el proyecto de «catástrofe de grandes proporciones», y la Audubon Society Magazine, que afirmó que la presa «anularía treinta años de esfuerzo en la conservación de las aves acuáticas». Incluso la revista deportiva Sports Illustrated entró en escena, preguntando si merecía la pena construir la presa por el coste de tantas aves acuáticas.

### Objeciones comunitarias
Al planificar el proyecto de la presa, los ingenieros previeron que la construcción de la presa inundaría nueve aldeas nativas de Alaska, lo que obligaría a trasladar a unas 1.500 personas. Aunque algunos de los aldeanos afectados consideraron que el aumento de las oportunidades de trabajo compensaría el traslado forzoso, la mayoría se opuso a la posible pérdida de la historia de la región. Entre las aldeas afectadas estaba Fort Yukón, que es el asentamiento de habla inglesa más antiguo de Alaska. En 1964, varios grupos de nativos que se oponían a la presa en Yukon Flats se unieron para formar una organización llamada Gwitchya Gwitchin Ginkhye, que presionó contra el proyecto. El Tundra Times, un periódico de Alaska dedicado a temas nativos, también se opuso firmemente al proyecto, afirmando que todos los pueblos, excepto uno, desde la cabecera del embalse propuesto hasta la desembocadura del río Yukón, estaban en contra de la presa. Don Young, representante de Alaska en la Cámara de Representantes de los Estados Unidos, fue elegido diputado en 1964 por Fort Yukon con una plataforma de oposición a la presa de Rampart.
Un estudio sobre el potencial arqueológico y paleontológico de Yukon Flats, realizado en 1965, se oponía a la posible pérdida de la zona. En parte, decía: «... puede decirse que, en términos relativos, el potencial arqueológico de la zona del embalse de Rampart es grande; habrá que superar las dificultades prácticas del trabajo de campo para obviar la posible pérdida de lo que pueden ser algunos de los registros prehistóricos más importantes de Norteamérica".
El gobierno canadiense también se opuso firmemente al proyecto de la presa de Rampart. Según el Tratado de Washington, firmado en 1871, Canadá podía navegar libremente por el río Yukón. Se temía que la construcción de la presa bloqueara las rutas de navegación y atentara contra el tratado.

### Objeciones financieras
La oposición al proyecto de presa también surgió preocupada por su coste. Varios congresistas estadounidenses y conservadores fiscales protestaron contra la propuesta alegando que el dinero que se gastaría en su construcción se emplearía mejor en otros proyectos. Señalaron la falta de infraestructuras en la región y dijeron que era poco probable que la electricidad generada por la presa pudiera venderse a un precio lo suficientemente alto como para pagar su construcción.
En su análisis de 1966 sobre la viabilidad económica del proyecto, Michael Brewer refutó las conclusiones del estudio federal de 1962, afirmando que la capacidad de la presa para amortizarse era «un ejercicio de especulación». También escribió que, aunque se construyera la presa y se dispusiera de electricidad barata, «Alaska no poseía una ventaja competitiva». Concluyó afirmando que el proyecto «no era eficiente desde el punto de vista económico». Debido a este tipo de argumentos, la creencia generalizada entre los observadores informados de fuera de Alaska era que el proyecto se había diseñado para beneficiar únicamente a Alaska, por lo que casi podía considerarse «ayuda exterior». Un editorial de The New York Times resumía las opiniones de los que no eran de Alaska cuando se preguntaba si el proyecto de la presa era «el mayor despilfarro del mundo».

## Cancelación
Debido a la creciente presión pública, en junio de 1967 el Secretario del Interior de Estados Unidos, Stewart Udall, anunció que se oponía rotundamente a la presa, alegando factores económicos y biológicos, así como el drástico impacto que tendría en la población nativa de la zona. Aunque esto puso fin al proyecto, la planificación siguió adelante hasta que en 1971 se publicó el informe final del Cuerpo de Ingenieros del Ejército, en el que se recomendaba «no emprender el proyecto en este momento». El gobernador de Alaska, William Allen Egan, protestó por la declaración, alegando que el informe estaba desfasado debido al crecimiento demográfico de Alaska y a la creciente demanda de electricidad.
El informe fue debidamente reconsiderado, pero en 1978 el Cuerpo de Ingenieros del Ejército confirmó que el proyecto ya no estaba justificado. El informe auditado fue aceptado por el Senado de los Estados Unidos y no se asignaron más fondos para estudiar la cuestión. El último clavo en el ataúd llegó el 1 de diciembre de 1978, cuando el presidente Jimmy Carter autorizó la creación del Monumento Nacional de Vida Silvestre de Yukon Flats, que se convirtió en Refugio Nacional de Vida Silvestre de Yukon Flats en 1980. El estatus de refugio eliminó cualquier posibilidad de inundación de Yukon Flats, un proceso que habría sido inevitable con la construcción de la presa.
En el verano de 1985, se eliminaron los últimos restos del proyecto de presa cuando la Oficina de Administración de Tierras liberó para otros usos los 8,96 millones de acres (36.300 km²) reservados para el desarrollo de la presa.

## Legado
La controversia en torno al proyecto de la presa de Rampart ilustró el creciente cambio que se produjo en el movimiento ecologista durante la década de 1960. En lugar de centrarse exclusivamente en la conservación de la belleza natural de un paisaje concreto, como había inspirado la creación del Servicio de Parques Nacionales de Estados Unidos durante la primera mitad del siglo XX, los naturalistas y ecologistas empezaron a tener en cuenta también el coste humano del desarrollo. Aunque la oposición a Rampart se basaba principalmente en motivos económicos y naturales, sus consecuencias para la población nativa de Alaska de la región reflejaron la preocupación posterior por el desarrollo industrial en zonas más urbanas.
Entre los nativos de Alaska, el proyecto de la presa de Rampart fomentó la organización y la creación de vínculos de comunicación entre diversas comunidades y grupos tribales afines. Cuando se propuso el oleoducto Trans-Alaska a finales de los 60 y principios de los 70, las organizaciones nativas que se habían formado para oponerse a la presa de Rampart se reactivaron para oponerse al oleoducto. El oleoducto sólo progresó después de que se reconocieran las reclamaciones de tierras nativas en la Ley de Resolución de Reclamaciones de Nativos de Alaska.